# جزيرة غوسونغ ماكاسار
جزيرة غوسونغ ماكاسار وهي جزيرة من جزر إندونيسيا، وتقع في إقليم كالمنتان الشمالية في إندونيسيا.